# Rhitymna flores
Espèce
Rhitymna flores est une espèce d'araignées aranéomorphes de la famille des Sparassidae.

## Distribution
Cette espèce est endémique de Florès en Indonésie.

## Description
La carapace du mâle  holotype mesure 4,1 mm de long sur 3,9 mm et l'abdomen 4,8 mm de long sur 2,5 mm et la carapace de la femelle paratype mesure 4,9 mm de long sur 4,7 mm.

## Étymologie
Son nom d'espèce lui a été donné en référence au lieu de sa découverte, Florès.

## Publication originale
- Jäger, 2019 : Review of the huntsman spider genus Rhitymna Simon, 1897 (Araneae: Sparassidae). Zootaxa, no 4560(3), p. 441-462.